# Usinor
Usinor-Sacilor fue un grupo siderúrgico francés integrado en el grupo multinacional Arcelor, nacido de la fusión de los grupos Usinor y Sacilor.

## Historia
Usinor nace en 1948 fruto de la fusión de dos grupos siderúrgicos franceses: Forges et Aciéries du Nord et de l'Est y Hauts Fourneaux, Forges et Aciéries de Denain-Anzin. 
Los orígenes del grupo Sacilor se remontan al Grupo Wendel, fundado en el siglo XVIII. Tanto Usinor como Sacilor habían conocido una rápida expansión entre 1950 y los primeros años de la década de 1970. 
La crisis del sector del acero sufrida en las décadas de 1970 y 1980 llevó a sucesivas fases de reestructuración y concentración de la industria siderúrgica, organizada en torno a las empresas Usinor y Sacilor. 
La difícil situación de la industria llevó al Estado francés a asumir en 1981 una participación mayoritaria en el capital de las ambas empresas, mediante la conversión de sus deudas en capital, pasando ambas de facto al sector público. 
En 1986, ambos grupos, de tamaño medio, dominaban el mercado francés, siendo competidores entre sí. Con el objetivo de mejorar el rendimiento global, el Estado - poseedor entonces de prácticamente el 100% de cada uno de los dos grupos - decidió fusionarlos tras su exclusión del mercado de valores, dando lugar al nacimiento del grupo Usinor Sacilor. 
La política del nuevo grupo se basa en:
- la racionalización de sus instalaciones,
- la optimizando de la gestión,
- la reorientando de las actividades hacia los productos de gama alta del mercado y
- la adopción de un enfoque basado en la innovación y el desarrollo de las competencias.

Este conjunto de medidas permitieron recuperar la competitividad al grupo.
En julio de 1995, el Estado francés decide la privatización del grupo Usinor Sacilor, dado que la gestión ya se realizaba como en una empresa privada y que desarrollaba sus actividades en un contexto de intensa competencia, 
En la década de 1990 el grupo centra su crecimiento en la reorientación de la producción hacia la gama alta de productos: productos planos de acero al carbono y aceros inoxidables. Con ello consolida su posición en Europa, así como la expansión internacional en países como Brasil, Tailandia, EE. UU. y Japón, este último mediante una alianza estratégica con Nippon Steel. En junio de 1997 el grupo adopta el nombre Usinor.
Posteriormente se une con los grupos siderúrgicos Aceralia y Arbed para dar lugar al nacimiento de Arcelor, uno de los más importantes grupos siderúrgicos del mundo. El proyecto de integración se materializó el 18 de febrero de 2002 con la cotización en Bolsa del nuevo grupo.